# Larry Charles
Larry Charles (Nueva York, 20 de febrero de 1956) es un escritor, director y productor estadounidense, conocido principalmente por haber dirigido las películas Borat, Religulous y Brüno.

## Filmografía (como director)
- Masked and Anonymous (2003). Largometraje escrito por el propio Larry Charles y por Bob Dylan.
- Borat: Cultural Learnings of America for Make Benefit Glorious Nation of Kazakhstan (2006). Semidocumental en el que Borat es un periodista kazajo machista, racista y antisemita, interpretado por el humorista británico Sacha Baron Cohen.
- Religulous (2008). Documental protagonizado por el humorista estadounidense Bill Maher. El título de la película es una contracción entre las palabras «Religion» (religión) y «Ridiculous» (ridículo) (en español sería religículo). Con esto quiere dar a entender el tono humorístico del documental, que pretende ser una sátira de las religiones y los problemas asociados.
- Brüno (2009). Semidocumental en el que Brüno es un reportero gay austriaco loco por la moda, interpretado por el humorista británico Sacha Baron Cohen.
- El dictador (2012). La historia de un dictador árabe que intenta evitar que la democracia llegue a su país.
- Army of One (2016)
- Dicks: The Musical (2023)